# William Royer
William Howard Royer (* 11. April 1920 in Jerome, Jerome County, Idaho; † 8. April 2013 in Redwood City, Kalifornien) war ein US-amerikanischer Politiker. Zwischen 1979 und 1981 vertrat er den Bundesstaat Kalifornien im US-Repräsentantenhaus.

## Werdegang
William Royer besuchte bis 1938 die Sequoia High School im kalifornischen Redwood City. Danach studierte er bis 1941 an der Santa Clara University und dann bis 1943 am Oklahoma A&M College, der späteren Oklahoma State University in Stillwater. Zwischen 1943 und 1945 war er während des Zweiten Weltkrieges im Fliegerkorps der US Army. Nach dem Krieg betätigte er sich als Grundstücksmakler. Außerdem begann er als Mitglied der Republikanischen Partei eine politische Laufbahn. Zwischen 1950 und 1966 saß er im Gemeinderat von Redwood City. Von 1950 bis 1960 war er gleichzeitig Bürgermeister dieses Ortes. Zwischen 1972 und 1979 gehörte er dem Kreisrat im San Mateo County an.
Nach der Ermordung des Abgeordneten Leo J. Ryan wurde Royer bei der fälligen Nachwahl für den elften Sitz von Kalifornien als dessen Nachfolger in das US-Repräsentantenhaus in Washington, D.C. gewählt, wo er am 3. April 1979 sein neues Mandat antrat. Da er im Jahr 1980 dem Demokraten Tom Lantos unterlag, konnte er bis zum 3. Januar 1981 nur eine Legislaturperiode im Kongress absolvieren. In den Jahren 1981 und 1982 war Royer regionaler Vertreter des US-Verkehrsministeriums in seiner Heimat. Seinen Lebensabend verbrachte er in Redwood City, wo er Anfang April 2013 starb.